# Niphetogryllacris maculigeminata
Niphetogryllacris maculigeminata is een rechtvleugelig insect uit de familie van de Gryllacrididae. De wetenschappelijke naam van deze soort is voor het eerst geldig gepubliceerd in 1937 door Heinrich Hugo Karny.